# 再現心頭
《再現心頭》 (日语：忘れ咲き) ，又譯《盛開在遺忘之後》、《花開遺忘時》、《不合時宜地盛開》，是日本樂團GARNET CROW的第17張單曲，由GIZA studio于2004年11月17日發行。

## 介紹
本單曲是第4張專輯《I'm waiting 4 you》的先行單曲，亦是GARNET CROW第五次與《名偵探柯南》合作。
A面曲《再現心頭》以「懷念」爲綫索敘事。出於對風景描寫的重視，GARNET CROW將CD的歌詞本設計成了18頁的圖像冊，在PV中也像翻閲相冊一樣展示圖像。

## 歌曲
全作詞：AZUKI 七、全作曲：中村由利、全編曲：古井弘人
1. 再現心頭
  - 讀賣電視台・日本電視台動畫《名偵探柯南》ED[2]
2. Flower
3. 祭典時間
4. 再現心頭 (Instrumental)

## 收錄
再現心頭
- I'm waiting 4 you
- Best
- THE BEST OF DETECTIVE CONAN 3 ～名侦探柯南 主题曲集3～
- THE BEST History of GARNET CROW at the crest...
- THE ONE 〜ALL SINGLES BEST〜
- GARNET CROW REQUEST BEST
- GARNET CROW BEST OF BALLADS

Flower
- GOODBYE LONELY 〜Bside collection〜

## 關聯條目
- B ZONE
- 2004年音樂

## 腳註